# Kościół Najświętszego Serca Pana Jezusa w Gardnie
Kościół Najświętszego Serca Pana Jezusa w Gardnie – katolicki kościół parafialny zlokalizowany we wsi Gardno w gminie Gryfino, w powiecie gryfińskim (województwo zachodniopomorskie).

## Historia i architektura
Budowla powstała w 1. połowie XIII wieku, o jej wczesnej dacie powstania świadczy archaiczna forma z absydą i półokrągłymi formami łuków w otworach drzwiowych i okiennych. Należy do jednych z pierwszych powstałych na Pomorzu budowli kamiennych. Nawa składa się z dwóch zbudowanych na planie prostokąta części, z węższym i niższym prezbiterium, do którego przylega jeszcze półokrągła absyda. Do budowy użyto granitowych kwadr, szczyty wykończone są cegłą. Kościół nakryty jest dwuspadowym dachem, absyda natomiast sklepieniem konchowym. W 1893 roku kościół został przebudowany w duchu neoromańskim, wymurowano wówczas nowe okna, szczyty i gzyms.
Główny portal wejściowy, ostrołukowy i trójuskokowy, znajduje się w elewacji zachodniej. Dwa mniejsze portale, pełnołukowe, umieszczono w elewacji wschodniej. W ścianach bocznych umieszczono półokrągłe otwory okienne łączone po trzy i dwa, ponadto dwa nieduże półokrągłe okna znajdują się w ścianie południowej, powyżej absydy. W absydzie znajdują się trzy wąskie, półokrągłe okna, które zachowały swoją pierwotną formę.
Po II wojnie światowej uszkodzony w trakcie działań wojennych kościół został opuszczony i popadł w ruinę. Odbudowano go w 1978 roku. Świątynię poświęcił w dniu 9 maja 1978 roku biskup Jerzy Stroba.
Wewnątrz kościół nakryty jest drewnianym, belkowym stropem. W tylnej części znajduje się drewniana empora. Nawa połączona jest z prezbiterium szerokim łukiem tęczowym. Z historycznego wyposażenia zachował się kamienny ołtarz i późnośredniowieczne tabernakulum w formie niszy, umieszczone we wschodniej ścianie prezbiterium. Pochodząca z kościoła drewniana rzeźba Madonny z Dzieciątkiem, datowana na połowę XIII wieku, trafiła po 1945 roku do zbiorów Muzeum Narodowego w Szczecinie.